# 克里斯蒂安·金特三世
克里斯蒂安·金特三世（德語：Christian Günther III.，1736年6月24日—1794年10月14日），施瓦茨堡-松德斯豪森親王，1758年至1794年在位。

## 家庭
1760年，克里斯蒂安·金特與安哈特-貝恩堡親王維克多·腓特烈的女兒夏洛特·威廉明妮（Charlotte Wilhelmine）結婚，兩人共有3子3女：
1. 金特·腓特烈·卡爾（1760年—1837年）
2. 卡塔里娜·夏洛特（1761年—1801年）
3. 金特·阿爾布雷希特（1767年—1833年）
4. 卡羅琳·奧古斯塔（1769年—1819年）
5. 阿爾貝汀·威廉明妮（1771年—1829年）
6. 約翰·卡爾·金特（1772年—1842年）